# Ars: revista del Centro de Lectura
Ars: revista del Centro de Lectura va ser el nom que va prendre el portaveu de l'entitat Centre de Lectura de Reus com a continuació de la segona època de la Revista del Centro de Lectura.

## Història
El febrer de 1906 el Centre de Lectura va iniciar converses amb Francesc Cubells i Florentí, el qual, junt amb Jaume Aiguader, Miquel Barberà, Ròmul Salleres, Jaume Simó i altres, publicaven una revista de caràcter modernista, Germinal, per a veure si es voldrien fer càrrec de la nova publicació de l'entitat. Van arribar a acords, i desaparegut Germinal el mateix gener de 1906, el 15 de març d'aquell any va sortir el primer número d'Ars: revista del Centro de Lectura. Tenia setze pàgines de text, vuit d'anuncis i una portada amb una orla al voltant del títol. S'imprimia a la Litografia d'Eduard Navàs. Anunciava que sortiria cada quinze dies, però era de periodicitat irregular. L'equip de redacció era el mateix que Germinal, equip que va donar un contingut literari a la revista de marcat accent modernista. A més dels citats, hi col·laboraven Josep Aladern, Joan Puig i Ferreter, Plàcid Vidal i altres components del Grup modernista de Reus. Els col·laboradors hi publicaven articles i poemes, traduccions de Baudelaire, Anacreont, Turguénev i Schopenhauer, i un recull de notícies locals i culturals. En van sortir almenys quatre números, tots el 1906. La desaparició prematura d'Ars no va permetre la publicació d'un monogràfic dedicat a la memòria del poeta d'Alcover Antoni Isern que també havia estat membre de la Colla modernista.
La continuació del portaveu del Centre de Lectura va sortir amb el títol d'Athenaeum: revista del Centro de Lectura.
La segona etapa de la Revista del Centre de Lectura (1901-1904), aquesta revista Ars i la seva continuadora, Athenaeum (1910-1911), van definir la fase més important del modernisme reusenc i per altra banda expliquen la celebració a Reus del I Congres d'Ateneus de Catalunya el 1911.

## Localització
- Exemplars a la Biblioteca del Centre de Lectura de Reus.[3]
- L'exemplar número 1 digitalitzat al Dipòsit Digital de Documents de la UAB.[4]